# Patatis cojonariis
La patata di cojonariis è una varietà di patata coltivata principalmente nelle province di Udine, Gorizia e Pordenone, sia su terreni di pianura che collinari che di montagna.
La raccolta inizia a luglio.

## Caratteristiche
- forma = allungata, reniforme
- buccia = buccia sottile color giallo paglierino con occhi superficiali
- polpa = di colore gialla o bianca

## Utilizzi
I tuberi piccoli e con buccia molto sottile, vengono principalmente utilizzati come contorno negli arrosti. La varietà più grande, è utilizzata come contorno negli intingoli di carne (per esempio in umido con lo spezzatino). Inoltre, le patate  vengono anche cucinate cotte o soffritte in padella.